# Сараштибаш
Сараштиба́ш (рос. Сараштыбаш, башк. Сараштыбаш) — село у складі Татишлинського району Башкортостану, Росія. Входить до складу Курдимської сільської ради.
Населення — 189 осіб (2010; 206 у 2002).
Національний склад:
- башкири — 96 %